# William Bell Dinsmoor
William Bell Dinsmoor (geboren am 29. Juli 1886 in Windham, New Hampshire; gestorben am 2. Juli 1973 in Athen) war ein US-amerikanischer Klassischer Archäologe und Architekturhistoriker.

## Leben
William Bell Dinsmoor, Sohn eines Bostoner Architekten, besuchte die Boston Latin School, bevor er ab 1902 an der School of Architecture der Harvard University studierte. Nach dem Abschluss mit dem Grad eines Bachelor of Science im Jahr 1906 arbeitete er zwei Jahre lang als Architekt bei einem New Yorker Architekturbüro. Bereits 1906 machte er eine erste Europareise, die ihn auch nach Griechenland führte. Ein einjähriges Stipendium der Carnegie Institution erlaubte ihm 1908, an die American School of Classical Studies at Athens zu gehen. Dinsmoor war der erste Architekt, der dieses Stipendium erhielt. Nach Verlängerung des Stipendiums um ein Jahr kehrte er 1910 nach Athen zurück. Auf Wunsch der Carnegie Institution wurde sein Aufenthalt in Griechenland um zwei weitere Jahre verlängert, bis er 1912 schließlich als Architekt an der American School angestellt wurde. Unterbrochen von seinem Militärdienst während des Ersten Weltkriegs, hielt er diese Stellung bis 1919.
Von 1920 bis 1926 war er Leiter der Avery Architectural and Fine Arts Library, der größten Bibliothek für Architektur in den Vereinigten Staaten, an der Columbia University in New York. Während dieser Zeit erwarb er mit Sebastiano Serlios unpubliziertem Manuskript samt Zeichnungen zur Wohnarchitektur eines der wichtigsten Werke der Bibliothek. Dinsmoor selbst widmete viele Jahre der Beschäftigung Serlios literarischen Nachlass und veröffentlichte die Ergebnisse 1943 in einem umfassenden Aufsatz. Als Professor für Architektur kehrte er 1924 an die American School nach Athen zurück und wirkte dort bis 1928 jeweils für ein halbes Jahr. Von 1933 bis 1955 war Dinsmoor zudem Leiter des Department of Fine Arts and Archaeology an der Columbia University, die ihm 1929 einen Doktortitel verlieh und an der er 1935 zum Professor für Archäologie ernannt wurde.
Im Jahr 1936 wurde er Präsident des Archaeological Institute of America, dem er bis 1946 vorstand. In dieser Funktion ernannte ihn Präsident Roosevelt 1943 zum verantwortlichen Leiter der Kommission, die im Rahmen des Zweiten Weltkriegs die Sicherungsmaßnahmen zum Schutz historischer Monumente und Kunstwerke zu entwickeln hatte. Zu den Aufgaben des Committee for the Protection of Cultural Treasures in War Areas gehörten das Erstellen entsprechenden Kartenmaterials für die kämpfenden Truppen, deren Schulung, die Dokumentation des Erhaltungszustands der Monumente und die Rückführung verschleppter Kunstwerke an ihre Eigentümer.
Nachdem diese Aufgabe abgeschlossen war, kehrte Dinsmoor 1947 nach Athen als Gastprofessor an die American School zurück, seine Professur an der Columbia University behielt er bis zu seinem Eintritt in den Ruhestand 1967. Im Anschluss übersiedelte er ganz nach Athen, wo er 1973 starb. Für seine Leistungen erhielt er 1969 den Gold Medal Award for Distinguished Archaeological Achievement des Archaeological Institute of America. Dinsmoor wurde 1933 in die American Philosophical Society und 1944 in die American Academy of Arts and Sciences gewählt, ab 1949 war er Mitglied der Accademia dei Lincei.
Verheiratet war Dinsmoor mit Zillah Frances Dinsmoor (1886–1960), geborene Pierce. Der gemeinsame Sohn William Bell Dinsmoor Jr. war ebenfalls ein bedeutender Archäologe und Architekturhistoriker und begleitete von klein auf seinen Vater bei dessen Forschungen in Griechenland.

## Forschungen
Dinsmoor widmete seine wissenschaftliche Arbeit fast ausschließlich den antiken Bauten Athens und Attikas. Ausgehend von der Beschäftigung mit den inschriftlich erhaltenen Dokumenten der attischen Baukommissionen konzentrierte er sich vor allem auf die Bauten der Athener Akropolis. Am Beginn stand hier die Analyse und Auseinandersetzung mit dem Vorgängerbau der Propyläen, dem monumentalen Eingangsbereich zur Akropolis, der ihn ab 1910 zeitlebens beschäftigte. Unter den Bauten auf der Akropolis selbst galt sein Interesse vor allem dem Erechtheion und dem Parthenon, den zentralen Athenaheiligtümern der athenischen Polis. Als Frucht dieser Auseinandersetzung war er in den 1920er Jahren maßgeblich an der Rekonstruktion des Parthenon in Nashville, Tennessee, beteiligt. Vor allem aber setzte er sich in einer ganzen Reihe von Arbeiten mit den Ergebnissen Wilhelm Dörpfelds zum Parthenon auseinander. Zwischen den beiden Forschern entspann sich eine in der Fachwelt Aufsehen erregende Debatte um die Bauphasen des Parthenon und deren Datierung, die zwischen 1932 und 1935 beiderseits im American Journal of Archaeology geführt wurde.
Darüber hinaus beschäftigte sich Dinsmoor intensiv mit dem Apollontempel bei Bassae, vor allem mit der Rekonstruktion des 23 Platten umfassenden Frieses des Tempels, der den beiden Themen Kentauromachie und Amazonomachie gewidmet ist und sich im British Museum in London befindet. Sein wichtigstes und einflussreichstes Werk blieb sein Handbuch Architecture of Ancient Greece, eine Neufassung des 1902 erschienenen Werkes The Architecture of Greece and Rome von William James Anderson und Richard Spiers. Dinsmoors zweite Auflage, noch unter Nennung von Anderson und Spiers, erschien erstmals 1927, die dritte Auflage als eigenständiges Werk 1950. Das Werk umfasste die Entwicklung der griechischen Architektur von der Bronzezeit bis zum Hellenismus.

## Publikationen (Auswahl)
Eine Bibliographie der Schriften von William Bell Dinsmoor findet man in: Hesperia. Band 35, 1966, S. 87–92.
- mit William James Anderson und Richard Spiers: The Architecture of Ancient Greece. An Account of Its Historic Development, being the First Part of the Architecture of Greece and Rome. Zweite Auflage. Batsford, London 1927.
  - The Architecture of Ancient Greece. An Account of Its Historic Development. Dritte Auflage. Batsford, London 1950.
- The Archons of Athens in the Hellenistic Age. Harvard University Press, Cambridge (MA) 1931.
- The Athenian Archon List in the Light of Recent Discoveries. Columbia University Press, New York 1939
- Observations on the Hephaisteion (= Hesperia. Supplementband 5). American School of Classical Studies at Athens, Baltimore 1941.